# المجموعة الفردانية N1a الميتوكوندرية
المجموعة الفردانية N1a الميتوكوندرية (بالإنجليزية: Haplogroup N1a (mtDNA))‏ هي مجموعة جينات من دنا المتقدرات يستخدمها الباحثون للتعرف على الأسلاف، ودراسة انتشار الجنس البشري على الأرض عبر التاريخ. تتغير الجينات والدنا بحدوث طفرات فيها بمرور الزمن، وعن طريق أخذ عينات من الأحياء والموتى في القديم والقديم جدا يمكن للباحث متابعة الأنسال وانتشار البشر في جميع مناطق الأرض، ويعرف أيضا متى حدثت هجرة فئة معينة من مكان لآخر.
إن اختيار دراسة الطفرات التي حدثت وتحدث في المجموعات الفردانية الميتوكوندرية إنما تقتصر على البحوث في الفرع النسائي للأسلاف والأنسال، ذلك لأن البحث المعملي يجرى على جينات في المتقدرات، وهي جينات تتوارثها البنت عن أمها وعن جدتها، حيث أنها لا ترث المتقدرات عن أبيها.
يجب التفرقة بين المجموعة الفردانية N1a الميتوكوندرية والمجموعة الفردانية N (ADN-Y) الذي يؤخذ من كروموسوم Y من الرجال.

## الأصل
ظهر الجين N1a أولا في شبه الجزيرة العربية قبل نحو 12.000 إلى 32.000 سنة، فهو يظهر في سكانها بأعداد كبيرة مع تعدد حدوث تغيرات فيها في السكان الحاليين في شبه الجزيرة العربية. ولا تزال دراسات نشأة أصل جينات N1a ومسارات هجرة السكان متوالية وتكثر مناقشتها.

### مناقشة أصلها وعلاقتها بأوروبا في العصر الحجري الحديث
يجري التفكير في طريقتين للانتشار من الشرق الأوسط إلى أوروبا: أن تكون الانتشار عن طريق الزراعة، أو عن طريق انتشار الفكر الزراعي.
وكان لجينات N1a اهمية في المناقشة عندما قامت مجموعة من الباحثين العاملين تحت اشراف «ولفغانغ هاك» بتحليل عظام من مناطق ما يسمى «ثقافة الفخار الخطي» Linear Pottery Culture. وتنتسب حضارة الفخار الخطي إلى أول قبائل تقوم بزراعة الأرض، مما يشير إلى بدء العصر الحجري الحديث الأوروبي في أوروبا الوسطى،
قبل نحو 7500 سنة مضت. وقد أجريت بحوث في عام 2010 بتحليل دنا المتقدرات من 42 عينة من خمس مناطق. 7 من تلك الأشخاص القدامى اتضح أنهم ينتمون إلى مجموعة الجينات N1a
كما أجريت سلسلة بحوث أخرى بتحليل 22 هيكلا عظميا لصيادين أوروبيين من قبائل تقوم بالصيد وجمع الغذاء كانت تعيش في شمال أوروبا ترجع تاريخها إلى ما بين 134.000 إلى 2300 قبل الميلاد. وبيّنت تلك الأحفورات أنها تحمل المجموعة الفردانية U الميتوكوندرية وهو لا يوجد في قبائل حضارة الفخار الخطي. وبالعكس، فإن N1a لم يكتشف في أي من احفورات قبائل الصيادين الجامعين الغذاء، مما يشير إلى أنه توجد اختلافات في جينات الأوروبيين القدامى الذين كانوا يعيشون على الزراعة في جنوب أوروبا والصيادين الشماليين الذين كانوا يعيشون على الصيد وجمع القوت.
وعلى الرغم من أنه لا توجد في العصر الحاضر تقارب من وجهة مكتشفات حضارة الفخار الخطية قيعتقد الباحثون أنه يوجد ترابط بين حضارة الفخار الخطي الأوروبية وسكان الشرق الأوسط الحديثين. ينم هذا الانتماء والاختلاف مع قبائل الصيادين الجامعين للغذاء، طبقا لنتائج الباحثين لدى البروفيسور هاك أنهم يلخصون تلك النتائج بالقول: «الانتقال في وسط أوروبا إلى زراعة الأرض قد صاحبه هجرة كبيرة إلى أوروبا جاءت من خارجها.» ولكنهم يشيرون في نفس الوقت إلى أن تردد مجموعة الجينات N1a في الأوروبيين الحاليين تختلف كثيرا بين سكان عصر الزراعة المبكر في أوروبا وقبائل الصيادين الجامعين للغذاء الذين سكنوا في شمال أوروبا. وهذا يشير إلى «أن الاختلاف المشاهد حاليا لا يمكن تفسيره على أساس الاختلاط بين المجتمعات القائمة على الزراعة ومجتمع الصيادين الجامعين للغذاء في العصر القديم وحده» وإنما «أن أحداث هجرة استمرت في الحدوث في أوروبا بعد العصر الحجري الحديث».

## اقرأ أيضا
- المجموعة الفردانية (متقدرة)
- المجموعة الفردانية L0
- المجموعة الفردانية A الميتوكوندرية
- المجموعة الفردانية L1 الميتوكوندرية
- المجموعة الفردانية B الميتوكوندرية
- مجموعات المجموعة الفردانيةات Y-DNA في سكان الشرق الأوسط